# Rockwell Ranger 2000
Der Rockwell Ranger 2000 entstand als gemeinschaftlicher Entwurf eines Trainerflugzeugs des amerikanischen Flugzeugherstellers Rockwell International und der deutschen Messerschmitt-Bölkow-Blohm für eine Ausschreibung der U.S. Air Force  und der U.S. Navy für ein Trainerflugzeug unter der Bezeichnung Joint Primary Aircraft Training System (JPATS). Die Entwicklung erfolgte anfänglich bei Rhein-Flugzeugbau in Mönchengladbach unter der Bezeichnung Rhein-Flugzeugbau Fanranger und wurde ab 1993 unter der Bezeichnung Rockwell Ranger 2000 weitergeführt.

## Geschichte
Als die U.S. Air Force und die U.S. Navy 1989 unter der Bezeichnung „Joint Primary Aircraft Training System (JPATS)“ ein gemeinsames Nachfolgemuster für den Fairchild T46-Trainer ausschrieb, erhielt Rhein-Flugzeugbau in Mönchengladbach von seinem Mutterkonzern Messerschmitt-Bölkow-Blohm den Auftrag zum Entwurf eines für die Ausschreibung geeigneten Flugzeugs. Unter Leitung von Christoph Fischer entstand daraufhin bei RFB eine Weiterentwicklung des Rhein-Flugzeugbau Fantrainers mit einem Turbofan-Triebwerk unter der Bezeichnung RFB Fanranger.
Da die JPATS-Ausschreibung ausschließlich amerikanische Unternehmen als Bewerber zuließ, schlossen sich MBB und die amerikanische Rockwell International aus Tulsa zu einer Entwicklungsgemeinschaft für den Fanranger zusammen. MBB/RFB übernahmen die Entwicklungsarbeiten und den Prototypenbau, während Rockwell als Anbieter des Entwurfs ggü. USAF und USN und späterer Serienproduzent auftreten sollte. Nach dem Verkauf der MBB-Tochter Rhein-Flugzeugbau an ABS International wurde die weitere Entwicklung und die Endmontage des Prototyps ab 1992 in das MBB-Werk Manching verlagert. Der Erstflug des MBB Fanranger erfolgte am 15. Januar 1993 in Manching mit der zivilen Zulassung D-FANA. Der zweite für die JPATS-Ausschreibung vorgesehene Prototyp flog im Februar 1993 mit der Zulassung D-FANB. Der zweite Prototyp ging während der Werkserprobung am 27. Juli 1993 durch Absturz bei Dollnstein verloren, wobei der Testpilot Frank Birk ums Leben kam.
Der verbliebene Fanranger D-FANA wurde als Folge des Absturzes aerodynamisch bis Ende 1993 überarbeitet. Die Typenbezeichnung für den modifizierten Entwurf wurde daraufhin von Fanranger in FR-06 Ranger 2000 verändert. Ein dritter Prototyp des Ranger 2000, D-FANC flog am 20. Juni 1994 in Manching erstmals. Zwischen Juli und Oktober 1994 wurden beide Prototypen (N104NA und N204NA) auf der Wright-Patterson Air Force Base mit den übrigen Bewerberflugzeugen durch das JPATS-Team getestet. Im Juni 1995 wurde das Auswahlverfahren der USAF und USN zugunsten der Pilatus/Beech T-6 Texan II abgeschlossen.
Nach dem Ausscheiden des Ranger 2000 bei der amerikanischen JPATS-Ausschreibung boten Rockwell und DASA das Flugzeug noch bei weiteren Trainerausschreibungen an, unter anderem 1995 in Südkorea als Nachfolgemuster für die KTX-II und 1997 auf eine Trainerausschreibung der türkischen Luftwaffe. Nachdem beide Ausschreibungen für den Ranger 2000 negativ ausgefallen waren, beschlossen DASA und Rockwell 1998 die Einstellung des Ranger-2000-Programms.

## Konstruktion
Der Entwurf des Fanrangers verwendete im Heckbereich einen vergrößerten und verkleideten Metallrumpf des Fantrainers, während der vordere Bereich komplett neu in Faserkunststoff-Technik ausgeführt wurde. Als Antrieb kam ein 14,2 kN starkes Pratt & Whitney JT15D-5C Turbofan Triebwerk zum Einsatz, das hinter der zweisitzigen Kabine angeordnet war und durch zwei Lufteinlässe oberhalb des Flügels mit Luft versorgt wurde.

## Varianten
- MBB/RFB Fanranger – V1/V2 Prototyp
- Rockwell FR-06 Ranger 2000 – modifizierter V1/V3 Prototyp

## Technische Daten
| Kenngröße             | Daten                      |
| --------------------- | -------------------------- |
| Besatzung             | 2                          |
| Länge                 | 10,91 m                    |
| Spannweite            | 10,45 m                    |
| Höhe                  | 3,91 m                     |
| Flügelfläche          | 15,55 m²                   |
| Startmasse            | 3583 kg                    |
| Höchstgeschwindigkeit | 725 km/h                   |
| Dienstgipfelhöhe      | 10.600 m                   |
| Triebwerk             | 1 × PWC JT15D-5C, 14,19 kN |

## Verbleib
Insgesamt wurden drei Fanranger / Ranger 2000 zwischen 1993 und 1994 in Manching gebaut. Einer der drei Prototypen ging 1993 durch Absturz verloren. Die beiden verbliebenen Prototypen wurden nach Einstellung des Programms 1998 zwischen MBB und Rockwell aufgeteilt. Rockwell gab seinen Prototyp an das Tulsa Air and Space Museum ab. Der MBB-Prototyp kam zunächst in das German-Canadian Air Force Museum in Karlsruhe. Zurzeit ist er in Manching eingelagert.